# Bleach: Memories of Nobody
Bleach: Memories of Nobody (яп. 劇場版 BLEACH ブリーチ MEMORIES OF NOBODY; укр. Бліч: Спогади в забутті) — анімаційний фільм, знятий за манґою Bleach, але ніяк не пов'язаний з основною сюжетною лінією. Сценарій написаний Масасі Сого. Прем'єра фільму в кінотеатрах відбулась 16 грудня 2006 року. 5 вересня 2007 року фільм був випущений на DVD.

## Сюжет
У місті Каракуре з'явилася група створінь, що іменуються «порожніми». Рукіа та Ітіго відправилися в розвідку, дорогою зустрівши ще одну сініґамі Сенну. Втім, крім імені її меча, ніякої більше інформації про неї немає. Про приналежність до якого-небудь загону вона також не згадує.
У Суспільстві Душ також неспокійно. У небі над Сейретей утворилася проєкція світу живих. Оголошено надзвичайний стан, проводиться термінове розслідування даного випадку. Для деяких сініґамі ця подія послужила знаком кінця. Якщо баланс між Суспільством Душ та реальним світом похитнеться, обидва світи можуть постраждати.
Ітіго та Сенна виявляють групу людей, що називають себе «Темними». Їх лідер Ганрю одержимий ідеєю знищення світу. У міру того, як сила Темних росте, на Ітіго та його друзів чекають все більш важкі і значущі битви. Також невідомо, чому Темні переслідують Сенну. До кінця світу у героїв є тільки година. Битва між сініґамі і Темними вже почалася. Відлік пішов.

## Нові персонажі
- Сенна (яп. 茜雫) — незвичайна молода дівчина, яку зустрічають Рукіа та Ітіго. Судячи з усього, Сенна — сініґамі, проте подробиці вона повідомляти відмовляється. Носить звичайну робу сініґамі, а також велику червону стрічку, пов'язану довкола талії. Її дзанпакто, загублений сто років тому, носить ім'я Мірокумару (яп. 弥勒丸).

Сейю: Сайто Тіва
- Темні — клан сініґамі, які були вигнані з Суспільства душ задовго до подій фільму. З часом вони навчилися використовувати «порожніх». Ватажок «темних» — Ґанрю (яп. 巌龍).

- Чисті — раса, що залишилася без спогадів. У них червоні голови і білий одяг. В гніві міняють колір на червоний і стають повністю червоними. Їх використовували як слуг.